# ضیا عربشاهی
سید ضیاء عربشاهی (متولد ۱۶ خرداد ۱۳۳۷ در تهران) هافبک سابق باشگاه پرسپولیس و پاس تهران است. عربشاهی در ۱۷۳ بازی که برای پرسپولیس به میدان رفته‌است ۱۰ گل به ثمر رسانده‌ است.
همچنین وی ۱۹ بازی و ۲ گل ملی در کارنامه دارد.
گل به یاد ماندنی ضیاء عربشاهی برای تیم ملی فوتبال ایران مقابل چین در جام ملت‌های آسیا ۱۹۸۴ در سنگاپور این گل بهترین گل مسابقات انتخاب شد.
او جزو ۱۴ نفری بود که در سال ۶۵ و هنگام بازی‌های آسیایی ۱۹۸۶ در اعتراض به کادر فنی تیم ملی، از این تیم استعفا داد که باعث تضعیف تیم شد . او در تیر ماه ۶۷ پس از نتیجه دادن کارش استعفای خود را پس گرفت.